# Хуньху
Хуньху (кит.渾忽公主 умерла в 1218) — дочь последнего гурхана Каракитайского ханства Елюй Чжулху и Цзюэрбесу. Известна под именем Тафгач-хатун. В 1211 году, после свержения отца, стала женой Кучлука, захватившего власть. Родила дочь по имени Лингкум-хатун, ставшую женой Толуя, младшего сына Чингисхана.
Хуньху стала персонажем романа Исая Калашникова «Жестокий век».